# Persiska gendarmeriet

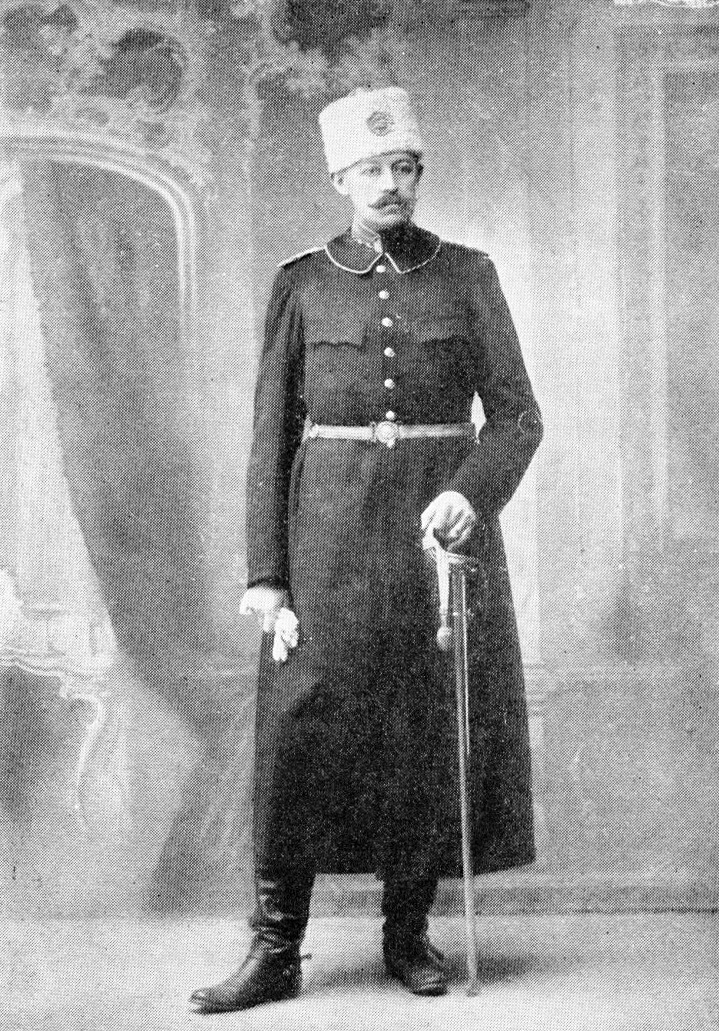
Befälhavaren Harald Hjalmarson, 1911

Persiska gendarmeriet var en militär och polisiär enhet styrd av Irans konstitutionella regering, uppbyggd efter den konstitutionella revolutionen 1906 med hjälp av svenska officerare. Till skillnad från den persiska kosackbrigaden som tog sina order från Mohammad Ali Shah och senare Ahmad Shah var gendarmeriet underställt den konstitutionella regeringen. 1911 inleddes uppbyggnaden av gendarmeriet av dåvarande majoren Harald Hjalmarson som inrättade en officers- och gendarmskola. Fram till 1916 stod ett sextiotal svenska officerare i persisk tjänst. Ett antal svenskar dödades i strider med rövarband och krigiska klanledare. 1916 kallades svenskarna hem men några av officerarna fortsatte i persisk tjänst. Utmärkelsen För tapperhet i fält blev tilldelad fem svenskar i gendarmeriet (de enda mottagarna under 1900-talet).

## Tidig historia

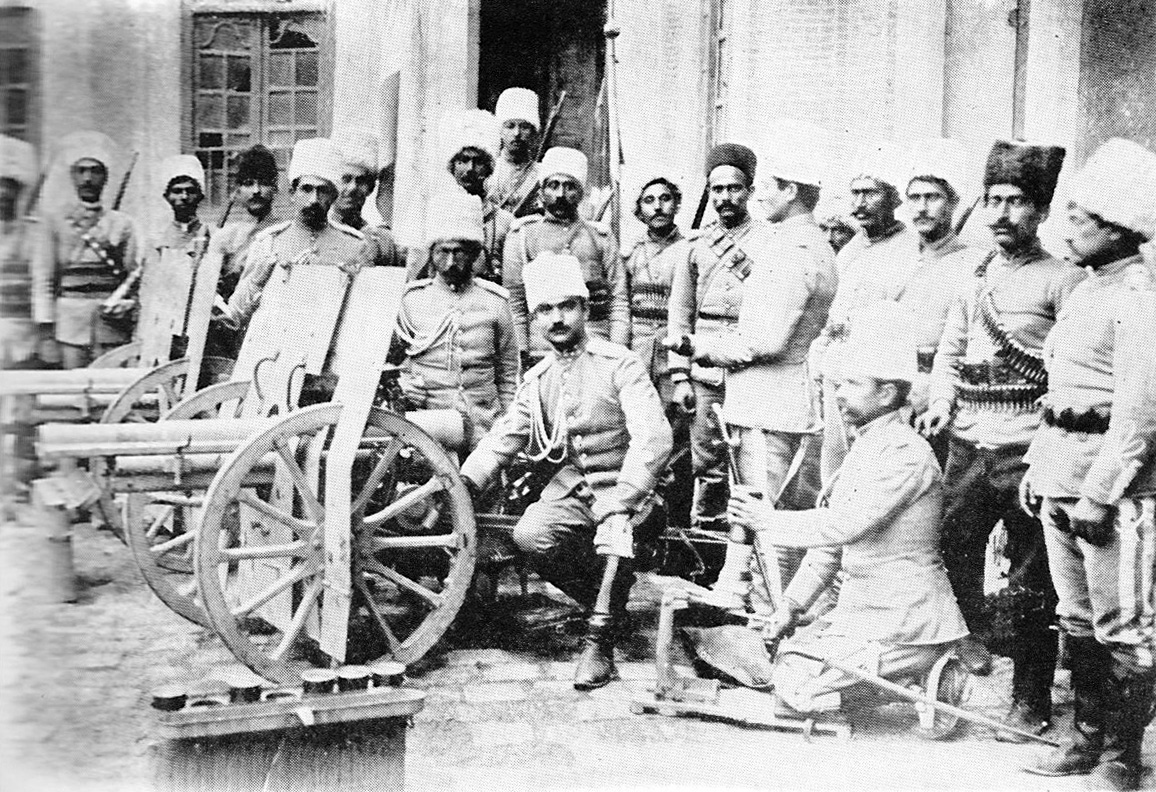
Persiska gendarmeriets artilleri i Teheran, 1911

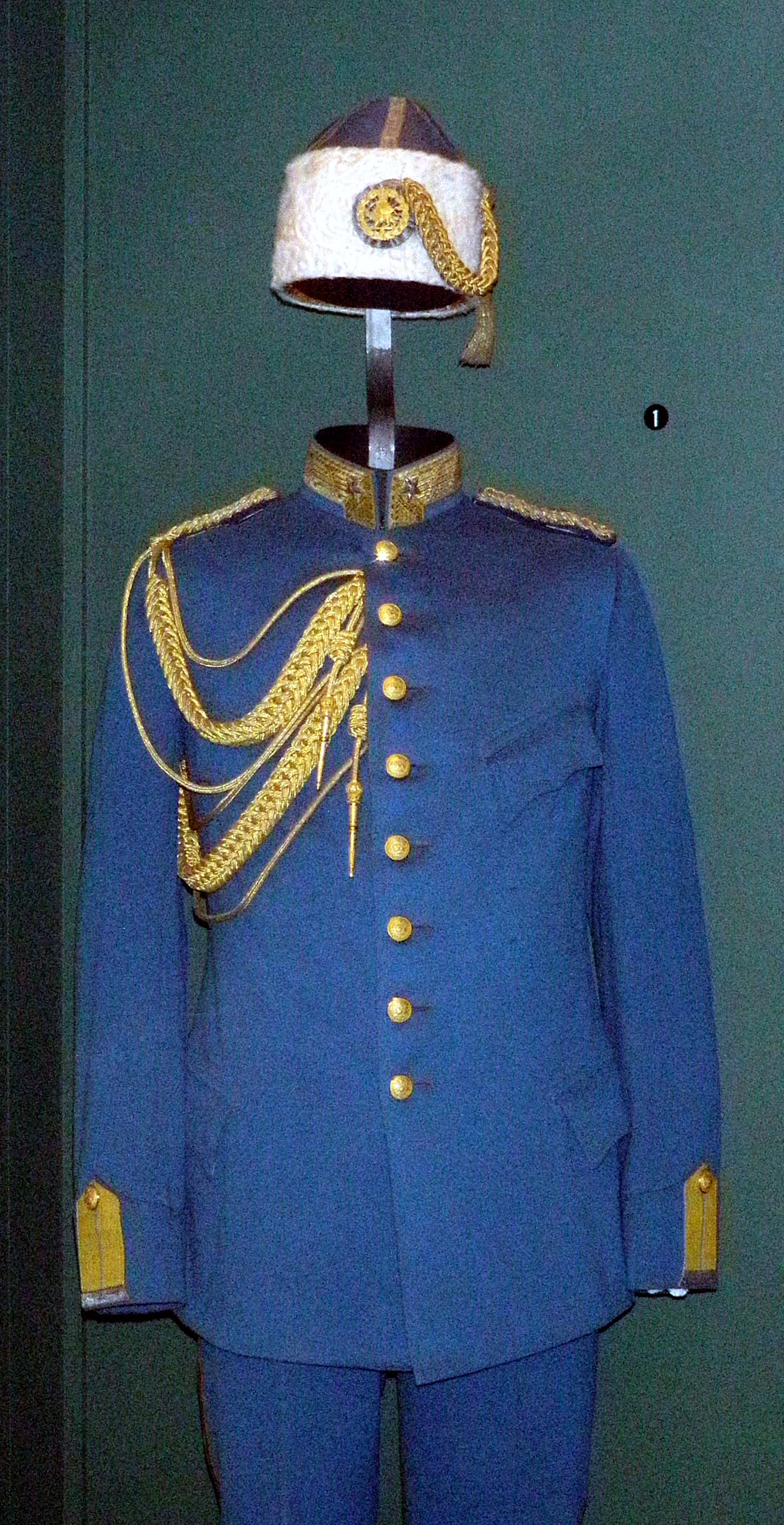
General Harald Hjalmarsons uniform, utställd på Armémuseum.

Beslutet att inrätta gendarmeriet togs under det iranska parlamentets andra session i december 1910. Beslutet var en del av ett omfattande reformprogram som tog hjälp av utländsk expertis. Italienska, amerikanska och franska rådgivare konsulterades i arbetet med att bygga en fungerande ekonomisk administration, reformera polis och rättsväsen samt bygga upp militära enheter.
Den italienska regeringen gav inledningsvis råd om uppbyggnaden av gendarmeriet, men vägrade sedan att skicka militära experter till Iran efter att Storbritannien och Ryssland hade motsatt sig det. Den iranska regeringen vände sig då till Sverige för att få tillgång till militär personal. I januari 1911 nåddes en överenskommelse och överste Hjalmarson samt två andra officerare skickades till Iran i juni 1911. I slutet av 1911 förstärktes denna förtrupp av ytterligare sju svenska officerare.
Under tiden hade Morgan Shuster börjat arbeta som skattekansler och börjat organisera ett nytt system för skatter och offentliga finanser i Iran. Shuster insisterade på att utveckla ett eget gendarmeri för skatteindrivning (Dschandarmeri-e Chazaneh). Under överinseende av en överste Merrill satte man snabbt upp en kraftfull styrka med kapabla iranska officerare och tusen man som strikt följde instruktionerna från Shuster, som med sin hårda och kompromisslösa inställning inte ens drog sig för att försöka beskatta Qajarprinsarna som inte betalat skatt på många år. De hårda metoderna ledde till en inrikes- och utrikespolitisk kris som tvingade Shuster att avgå och "skattegendarmeriet" fick upplösas. 
Hjalmarson började nu bygga upp regeringens gendarmeri med en kärntrupp av officerare som tidigare ingått i Shusters styrka. I slutet av 1912 fanns i gendarmeriet 3000 iranska officerare och soldater samt 21 svenska officerare. Följande år hade truppen 6000 soldater. Hjalmarson stationerade två regementen i Teheran och ett i Shiraz. 1914 fanns sju regementen, varav två i Teheran och resterande fem i Shiraz, Qazvin, Isfahan och Borujerd.
Uppbyggnaden av gendarmeriet medförde avsevärda kostnader. Inledningsvis finansierade man med lån från Ryssland och Storbritannien. Hjalmarson räknade med en expansion av gendarmeriet till 12.000 man till en kostnad av tre miljoner Toman, vilket motsvarade hälften av den iranska statsbudgeten. I provinserna var kostnaderna för gendarmeriet i vissa fall mer än de totala skatteintäkterna.

## Första världskriget
Huvuduppgiften för gendarmeriet var att säkra vägar. Med utbrottet av första världskriget tog gendarmeriet dock över mer och mer av den reguljära iranska arméns uppgifter. Iran hade officiellt förklarat sig neutralt och inledningsvis hade de militära enheterna order att inte bli indragna i ett krig mellan Osmanska riket och Ryssland.
Efter att det osmanska imperiet hade förklarat krig mot Ryssland och striderna hade spridit sig till västra Iran, blev de politiska diskussionerna om Irans inträde i kriget mer intensiva. Demokratiska partiet förespråkade ingripande till förmån för centralmakterna, medan ryssarna och de brittiskt sinnade politikerna ville se ett stöd till ententen. De politiska diskussionerna pågick även i gendarmeriet. De svenska officerarna hade en till övervägande del tyskvänlig inställning. Den svenske majoren Pravitz, som var chef för tredje persiska gendarmeriregementet i Shiraz träffade den 19 oktober 1915 fältmarskalken Colmar von der Goltz i Konstantinopel. Von der Goltz var högst ansvarig för den tyska sidans militära verksamhet i Iran. Major Pravitz förklarade för von der Goltz att södra Iran skulle vara lätt att vinna, att engelsmännen lätt kunde drivas ut ur Bushehr och att man skulle kunna utöva press mot det engelska understödet i Persiska viken. Den 10 november 1915 tog gendarmeriet under ledning av major Pravitz kontroll över Shiraz, grep den brittiske konsuln och alla brittiska medborgare samt inrättade en ny administration. Den brittiskägda Imperial Bank of Persias tillgångar i Shiraz konfiskerades. Guvernören i provinsen Fars, Ebrahim Qavam flydde från Shiraz till Bushehr där brittiska trupper nu hade landstigit.
En "nationell kommitté för försvar av Irans självständighet" mot ockupationen av brittisk-ryska styrkor hade bildats av delar av parlamentet som flyttat från Teheran till Qom när de ryska trupperna närmat sig. Gendarmeriets officerare hade nu kontrollen i Hamadan, Kermanshah, Sultanabad, Isfahan och Yazd liksom i Shiraz. I Hamadan avväpnade överste Pesyan en avdelning av den persiska kosackbrigaden och lyckades övertyga många av kosackerna att ansluta sig till gendarmeriets kamp mot de utländska trupperna och för ett självständigt Iran. Trots stora ansträngningar lyckades man dock inte besegra den ryska armén, utan tvingades till reträtt till Kermanshah.
Samtidigt i Kermanshah hade man parallellt med den centrala regeringen i Teheran, under ledning av Nezam al Saltanah bildat en provisorisk "nationell kommitté" som var hängiven i befrielsekampen mot ryssarna och britterna. Med tysk hjälp rekryterades ytterligare 4000 män och därmed ingick närmare 8000 beväpnade män i gendarmeriets styrkor. Då man hade 65000 man i den framryckande ryska Kaukasus-armén att kämpa mot tvingades man dock kapitulera i slutet av maj 1916. De flesta svenska officerarna återvände till Tyskland eller Sverige. Majoriteten av persiska officerare och manskap drog sig tillbaka till Bagdad. Man gjorde ett misslyckat försök att återta västra Iran med hjälp av det kvarvarande gendarmeriet med stöd av turkiska trupper. Därefter upplöstes gendarmeriet i  västra Iran helt. Många åkte tillbaka till sina hemstäder. Några anslöt sig till den osmanska armén. Andra, som överste Pesyan åkte till Tyskland och kämpade på den europeiska krigsscenen.
Gendarmeriet I Shiraz ställdes också inför en ny situation då Ebrahim Qavam med brittiskt stöd byggt upp en egen milis. Befälhavare Hjalmarson blev under brittiskt tryck tvungen att lämna sin position som befälhavare för gendarmeriet och ersattes av den nye befälhavaren Per Nyström som i sin tur överlämnade gendarmeriet i Shiraz till befäl godkända av britterna och Ebrahim Qavam kunde återvända till Shiraz. Företrädaren för det tyska konsulatet och många persiska gendarmer som sågs som antibrittiska greps. Den avsatte lokale befälhavare för gendarmerna, major Ali Qoli Khan Pesyan och hans kusin Gholam Reza Khan Pesyan begick självmord.
I slutet av 1916 nådde Percy Sykes och de av honom uppsatta sydpersiska skyttegrupperna Shiraz. Gendarmeriavdelningen i Shiraz upplöstes och officerare och män upptogs i Sykes grupp. Totalt övertog Sykes 2300 man samt vapen, baracker och andra byggnader.

## Efter kriget
De återstående enheterna i Teheran under befälhavaren Nyström var neutrala eller stödde den probrittiska regeringen. De utgjorde kärnan i det nybildade gendarmeri som i slutet av kriget byggdes upp under Hassan Vosoughs regering. I början av 1920 ingick 242 persiska officerare och 8150 man. Det militära ledarskapet och utbildningen togs över av de tre svenska officerarna Gleerup, Lundberg och Tell, som stannat  kvar i Iran efter första världskrigets slut.Återigen fanns gendarmeri i alla delar av landet. I februari 1921 hade styrkan ökat till 10 000 man.

### Statskuppen i Persien 1921
Statskuppen mot premiärminister Fathollah Khan Akbar den 21 februari 1921 som genomfördes av politikern och journalisten Zia od-din Tabatabai och officeren Reza Khan, senare Reza Shah Pahlavi, utfördes i huvudsak med hjälp av kosackbrigaden och involverade även persiska gendarmeriet. Sedan 1919 hade det pågått ett närmande mellan de båda enheterna som tidigare år hade varit konkurrenter. Majoriteten av iranska officerare i de båda grupperna var avvisande till det ledarskap av brittiska officerare som anvisats i det brittisk-iranska fördraget 1919 och var avsett både för gendarmeriet och kosackerna.
Gendarmeriofficerarna Kazem Khan och Major Masoud Khan Keyhan följde med kosackbrigaden under dess marsch från Qazvin till Teheran. Närvaron av dessa två officerare skulle säkerställa att Teherans gendarmer inte gjorde motstånd mot kuppmakarna. Stationerad i Teherans gendarmeriregemente fanns officerare som Major Habibollah Khan Shaybani som samarbetat med Reza Khan sedan 1920, och var inblandad i förberedelserna för kuppen. Hassan Arfa, en kapten i det andra gendarmeriregementet i Teheran, spelade en avgörande roll i att organisera kuppen och såg till att hans regemente inte gjorde motstånd mot kosackerna.
Premiärministern försökte övertala den svenska befälhavaren för gendarmerna överste Gleerup att vidta åtgärder mot kosackbrigaden. Brittiska officerare lyckades dock övertyga Gleerup att kosackernas marsch mot Teheran bara var ett rykte, och att det endast rörde sig om en militär övning.
Gendarmeriofficeren Kazem Khan var efter kuppen militärguvernör i Teheran och Major Keyhan tog över försvarsdepartementet. I nästan alla större städer i Iran infördes undantagstillstånd och vice guvernörerna och delvis även guvernörerna ersattes av lokala befälhavare för gendarmeriet. Sålunda blev Major Mohammad Khan Daranghi militärguvernör i Qom och Major Fath Ali Khan Saqafi Tuptschi tog kontroll i Semnan. I Mashhad grep överste Pesyan guvernör Ahmed Qavam som sattes i fängelse i Teheran. Pesyan gick så långt att han i april 1921 utropade en autonoma regering i Khorasan efter att han brutit med den centrala regeringen i Teheran. I Kermanshah grep Major Mahmud Khan Puladin den lokala guvernören Sarim al-Dowleh.
Kuppens vinnare var sålunda officerarna i gendarmeriet. De fick viktiga politiska positioner i staten och provinserna. Den enda omedelbara vinnaren från kosackbrigaden, som hade utfört den militära delen av kuppen, var Reza Khan. Han blev befälhavare för kosackbrigaden.

## Nedgång och avveckling
Reza Khan hade fått titeln "Sardar Sepah" (befälhavare för armén). I sin egenskap av Sardar Sepah vägrade han ta order från försvarsminister Keyhan, som var gendarmeriofficer. Operativa order för kosackbrigaden kom nu direkt från Ahmad Shah. För att avsluta konflikten mellan Reza Khan och Masood Khan Keyhan, utsåg premiärminister Tabatabai i maj 1921 Keyhan till minister utan portfölj och Reza Khan till försvarsminister.
Som en av sina första åtgärder ersatte Reza Khan militärguvernören i Teheran, Kazem Khan, som samtidigt hade blivit befordrad till chef för gendarmeriet, med en kosackofficer, General Ansari. Kapten Kazem Khan blev först befordrad till stabschef, men ersattes redan efter några månader av kosackofficeren Jahanbani.
Reza Khan utvecklade som försvarsminister i kabinettet Tabatabai ett koncept med en enhetlig nationell iransk armé, där kärnan var kosackbrigaden, och där inga utländska officerare skulle ha en ledarroll, vare sig det var svenska officerare, som i gendarmeriet, eller brittiska officerare, som i det brittisk-iranska fördraget 1919. Som ett första steg i reformen överfördes gendarmerna från inrikesministeriet, som de varit associerade med sedan starten, till försvarsdepartementet. Därefter slogs de tre officersskolorna; kosackernas kadettskola, militärakademin för gendarmeriet samt militärakademin med ursprung i den österrikisk-ungerska militära avdelningen i Persien samman till en officersskola
Efter Seyyed Zia al Din Tabatabais avgång den 23 maj 1921 avslutade den nye premiärministern Ahmed Qavam all politisk uppbackning av gendarmeriet. Reza Khan blev försvarsminister i regeringen Qavam. Den 6 december 1921 annonserade Reza Khan upplösningen av gendarmeriet som en separat militär enhet och dess integrering i den nybildade iranska armén. Alla svenska officerare avskedades och högkvarteret övertogs av brigadgeneral Jahanbani.

## Svenskar i gendarmeriet (urval)
- Harald Hjalmarson, chef 1911-1915
- Per Nyström, chef 1915-1916
- Tage Fredrik Gleerup, chef 1918-1921
- Eric Carlberg
- Per Glimstedt
- Martin Ekström
- Boris Möller
- Carl Petersén
- Anders Andén